# Vadasd
Vadasd (románul Vădaș) falu Romániában, Maros megyében.

## Fekvése
Marosvásárhelytől 34 km-re délkeletre, Havadtőtől északra 3,2 km-re fekszik a Havad-patak völgyében.

## Története
Határában Havad felé egykor a hagyomány szerint Tekefalva nevű falu állott, amely elpusztult. Várat is említenek ott. 1910-ben 542 református magyar lakosa volt. A trianoni békeszerződésig Maros-Torda vármegye Marosi alsó járásához tartozott. 1992-ben 389 lakosából 381 magyar és 8 cigány.
A település szülötte volt Jakab Ödön (1854–1931) költő, író, irodalomtörténész, a Magyar Tudományos Akadémia tagja.

## Látnivalók
Református temploma gótikus eredetű, helyette azonban 1886-ban újat építettek, a régiből csak egy szemöldökkő maradt.

## Ismert emberek
- Itt született Jakab Ödön (1854-1931) költő, író
- Itt született Molnár Dénes (1947-2000) grafikus, festőművész